# Juan Alonso Pérez de Guzmán (1464-1507)
Juan Alonso Pérez de Guzmán y Afán de Ribera (Sevilla, febrero de 1466-Ídem, 10 de julio de 1507), iii duque de Medina Sidonia, fue un noble castellano perteneciente a la Casa de Medina Sidonia.

## Biografía
Poseyó los títulos de viii señor de Sanlúcar, v conde de Niebla, iii duque de Medina Sidonia, ii marqués de Gibraltar y i marqués de Cazaza en África.
Juan Alonso participó con sus tropas ducales en la guerra de Granada, en la conquista de la isla canaria de Tenerife, en la ocupación de Melilla y en la conquista de la villa norteafricana de Cazaza.
Asimismo, en 1502 perdería el territorio y título de Gibraltar, que fue reintegrado en la Corona tras años de presiones por parte de los monarcas.

## Familia

### Ascendientes
Fue hijo único de Enrique de Guzmán, II duque de Medina Sidonia, y de Leonor de Mendoza, señora de Olivares, hija del conde de Los Molares Per Afán de Ribera y de María de Mendoza, hija esta de Íñigo López de Mendoza.

### Matrimonios y descendencia
Casó en 1488 con su prima segunda Isabel Fernández de Velasco, hija de Pedro Fernández de Velasco y Manrique de Lara, condestable de Castilla y de Mencía de Mendoza; y en segundas nupcias con su prima hermana Leonor de Zúñiga y Guzmán, hija de Pedro de Zúñiga y Manrique de Lara, I conde de Ayamonte.
De su primer matrimonio nacieron:
- Leonor de Mendoza, esposa de Jaime I de Braganza, IV duque de Braganza;[1]
- Mencía de Guzmán, casada con Pedro Girón y Velasco, III conde de Ureña;[1]
- Isabel de Guzmán y de Velasco,[1] priora del monasterio de Nuestra Señora de la Piedad.
- Enrique de Guzmán,[1] IV duque de Medina Sidonia;

De su segundo enlace nacieron:
- Alonso Pérez de Guzmán el Bueno, V duque de Medina Sidonia;[1]
- Juan Alonso de Guzmán, VI duque de Medina Sidonia;[1]
- Pedro de Guzmán, I conde de Olivares;[1]
- Leonor de Guzmán, esposa de Diego Valencia Benavides, mariscal de Castilla;[6]
- Félix de Guzmán.[6]

## Fallecimiento
Juan Alonso murió prematuramente en Sevilla el 10 de julio de 1507 a consecuencia de la peste que en esa fecha asolaba la ciudad.